# Patrick Marnef
Patrick Marnef (Boom, 15 oktober 1955) is een Belgisch syndicalist en politicus voor SP / sp.a. Hij was burgemeester van Boom.

## Biografie
Marnef doorliep zijn secundaire school aan het Koninklijk Atheneum van Boom. Vervolgens studeerde hij Toegepaste Economische Wetenschappen aan het Rijksuniversitair Centrum Antwerpen (RUCA), waar hij in 1977 afstudeerde. Vervolgens was hij twaalf jaar directeur van een ziekenhuis en sinds 1990 directeur bij de Algemene Centrale van het ABVV.
In 1995 werd Marnef burgemeester van Boom, een mandaat dat hij uitoefende tot 2012. In 1995 leidde hij een coalitie tussen SP en CVP. Die werd na de gemeenteraadsverkiezingen van 2000 verdergezet. In 2006 kwam hij niet met een sp.a-lijst naar de gemeenteraadsverkiezingen, maar met de beweging Boom één. Sinds 2007 stond hij aan het hoofd van een coalitie Boom Eén, CVP / CD&V en VLD / Open Vld.
Sinds april 2016 is hij opnieuw directeur bij de Algemene Centrale van het ABVV.